# Бут, Кит
Кит Юджин Бут (англ. Keith Eugene Booth; родился 9 октября 1974 года, Балтимор, штат Мэриленд) — американский профессиональный баскетболист и тренер.

## Студенческая карьера
Бут родился и вырос в городе Балтимор (штат Мэриленд), учился в средней школе Пола Лоуренса Данбара. Его пригласил в команду «Мэриленд Террапинс» Гэри Уильямс, причём он был первым игроком из Балтимора за последние несколько лет, поступившим в Мэрилендский университет в Колледж-Парке. После отставки предшественника Уильямса Боба Уэйда, которого уволили по причине выявленных нарушений, университету был объявлен бойкот, а в Балтиморе была введена в действие средняя школа тренеров. По причине бойкота многие школьные звёзды избегали поступать в Мэрилендский университет, поэтому став после большого перерыва его первым студентом из Балтимора, Кит сломал преграду, и университет опять получил доступ к этому богатому на таланты городу.

## Карьера игрока
Играл на позиции лёгкого форварда. В 1997 году был выбран на драфте НБА под 28-м номером командой «Чикаго Буллз» и всю свою непродолжительную карьеру провёл в этом клубе. Всего в НБА провёл 12 сезонов. В сезоне 1997/1998 годов Бут стал чемпионом НБА в составе «Буллз». Всего за карьеру в НБА сыграл 45 игр, в которых набрал 130 очков (в среднем 2,9 за игру), сделал 97 подборов, 39 передач, 22 перехвата и 11 блок-шотов.
Бут подписал контракт с командой «Чикаго Буллз» в 1997 году, когда в ней блистали Майкл Джордан, Скотти Пиппен, Деннис Родман и Тони Кукоч, поэтому не слишком часто появлялся на площадке, сыграв всего в шести матчах, а в плей-офф вообще не играл, но всё равно получил свой чемпионский перстень. После локаута, состоявшегося перед началом следующего сезона, Бут был одним из немногих игроков, кто остался в «Буллз», к тому же после ухода лидеров команды стал получать больше игрового времени на площадке (сыграл в 39 матчах из 50), но всё-равно в основном сидел на скамейке запасных, поэтому по окончании чемпионата решил завершить свою карьеру в НБА.

## Последующая деятельность
Бут вернулся в родной университет и в 2003 году получил диплом бакалавра в области криминологии и уголовного правосудия . После получения учёной степени работал бейсбольным тренером в средней школе Бруклендвилл в Балтиморе, а также вызывался на внешкольные программы в свою бывшую школу Пола Лоуренса Данбара.
В 2004 году вернулся в свой родной университет, где устроился на должность помощника Гэри Уильямса, своего бывшего тренера в студенческой команде «Мэриленд Террапинс», на которой проработал на протяжении семи лет (2004—2011). После ухода на заслуженный отдых его многолетнего наставника новым главным тренером «Террапинс» стал Марк Таргеон, который не стал удерживать Бута, а назначил на его место нового помощника.
В октябре 2011 года Бут был назначен ассистентом главного тренера в женской баскетбольной команде «Лойола Грейхаундс», а через полтора года (16 апреля 2013 года) перешёл на аналогичную должность в мужскую команду.

## Статистика

### Статистика в НБА
| Сезон                                                                                    | Команда | Регулярный сезон | Регулярный сезон | Регулярный сезон | Регулярный сезон | Регулярный сезон | Регулярный сезон | Регулярный сезон | Регулярный сезон | Регулярный сезон | Регулярный сезон | Регулярный сезон | Серия плей-офф | Серия плей-офф | Серия плей-офф | Серия плей-офф | Серия плей-офф | Серия плей-офф | Серия плей-офф | Серия плей-офф | Серия плей-офф | Серия плей-офф | Серия плей-офф |
| Сезон                                                                                    | Команда | GP               | GS               | MPG              | FG%              | 3P%              | FT%              | RPG              | APG              | SPG              | BPG              | PPG              | GP             | GS             | MPG            | FG%            | 3P%            | FT%            | RPG            | APG            | SPG            | BPG            | PPG            |
| ---------------------------------------------------------------------------------------- | ------- | ---------------- | ---------------- | ---------------- | ---------------- | ---------------- | ---------------- | ---------------- | ---------------- | ---------------- | ---------------- | ---------------- | -------------- | -------------- | -------------- | -------------- | -------------- | -------------- | -------------- | -------------- | -------------- | -------------- | -------------- |
| 1997/98                                                                                  | Чикаго  | 6                | 0                | 2,8              | 33,3             | 0,0              | 100,0            | 0,7              | 0,2              | 0,0              | 0,0              | 1,7              | Не участвовал  | Не участвовал  | Не участвовал  | Не участвовал  | Не участвовал  | Не участвовал  | Не участвовал  | Не участвовал  | Не участвовал  | Не участвовал  | Не участвовал  |
| 1998/99                                                                                  | Чикаго  | 39               | 4                | 11,1             | 32,5             | 10,0             | 50,0             | 2,4              | 1,0              | 0,6              | 0,3              | 3,1              | Не участвовал  | Не участвовал  | Не участвовал  | Не участвовал  | Не участвовал  | Не участвовал  | Не участвовал  | Не участвовал  | Не участвовал  | Не участвовал  | Не участвовал  |
|                                                                                          | Всего   | 45               | 4                | 10,0             | 32,5             | 9,1              | 56,3             | 2,2              | 0,9              | 0,5              | 0,2              | 2,9              | Не участвовал  | Не участвовал  | Не участвовал  | Не участвовал  | Не участвовал  | Не участвовал  | Не участвовал  | Не участвовал  | Не участвовал  | Не участвовал  | Не участвовал  |
| Наведите курсор мыши на аббревиатуры в заголовке таблицы, чтобы прочесть их расшифровку. |         |                  |                  |                  |                  |                  |                  |                  |                  |                  |                  |                  |                |                |                |                |                |                |                |                |                |                |                |